# Sporek polny
Sporek polny (Spergula arvensis L.) – gatunek jednorocznej rośliny zielnej z rodziny goździkowatych. Występuje w Europie, Azji (w części zachodniej, na Syberii i Kaukazie) i Afryce Północnej, rozprzestrzenił się także na Azorach. Archeofit pospolity na całym niżu i w niższych położeniach górskich. Jeden z jego podgatunków, związany wyłącznie z uprawami lnu sporek polny olbrzymi uważany jest obecnie za całkowicie wymarły.

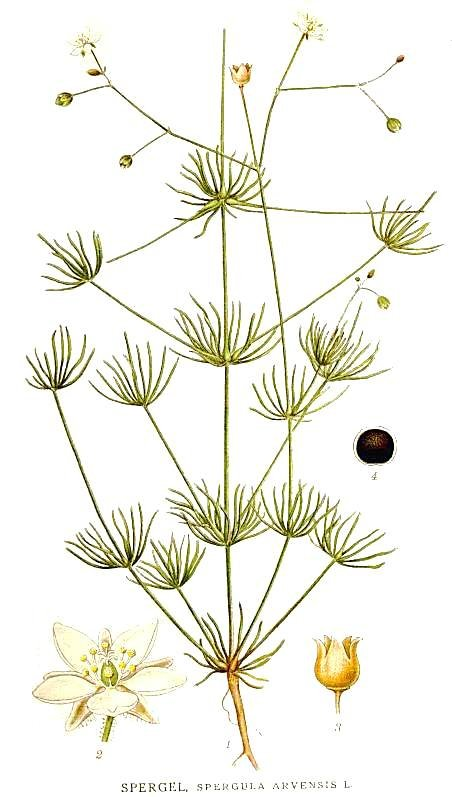
Morfologia

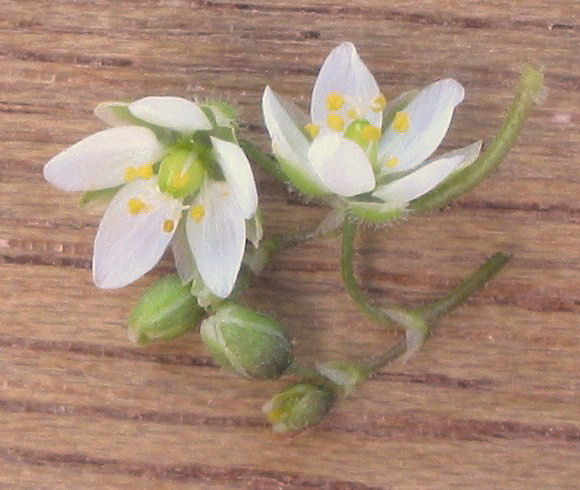
Kwiaty

## Morfologia
PokrójDługość 10–50 cm
ŁodygaObła, wznosząca się i bogato rozgałęziona, zielona, często czerwono nabiegła zwłaszcza w przypadku pędów kwiatonośnych, od 10 cm do nawet 1 m długości – w zależności od podgatunku oraz czasu jaki roślina ma na rozwój.
LiścieKluseczkowate (równowąskie i mięsiste) z dłoniasto rozgałęzionymi przylistkami i zawsze w ich kątach występującymi krótkopędami dają wrażenie gęstego ulistnienia okółkowego (jak u skrzypu). Same liście gruczołowato owłosione i lepkie, mają biegnącą spodem bruzdę.
KwiatyMogą ulegać samozapyleniu, od czerwca do października otwierają się przy ładnej pogodzie, białe (czasami różowo nabiegłe), drobne, 4–8 mm średnicy, pięciokrotne, na długich, po przekwitnięciu zwisających, ogruczolonych szypułkach zebrane w kwiatostany typu wierzchotki dwuramiennej.
OwocTorebka pękająca od góry. Nasiona czarne lub białawo nakrapiane, okrągłe z cienkim, błonowatym pierścieniem wokół nadającym im właściwości lotne (anemochoria).
KorzeńPalowy, wrzecionowaty.

## Systematyka i zmienność
Gatunek o dużej zmienności. Wyróżniono cztery podgatunki:
- Spergula arvensis subsp. arvensis - sporek polny typowy. Kwiaty nagie, łodyga rozgałęziona, naga, długości do 50 cm. Nasiona o średnicy do 1,2 mm, pokryte drobnymi brodawkami[5]. W Polsce pospolity[4].
- Spergula arvensis subsp. sativa (Weihe) Mert. et Koch - sporek polny siewny. Liście mięsiste, łodyga wysokości do 30–60 mm, mięsista, gruba. Nasiona do 3 mm średnicy, delikatnie punktowane[5]. Podgatunek dawniej uprawiany[4].
- Spergula arvensis subsp. linicola (Boreau) Janchen - sporek polny lnowy. Łodyga wysokości 30–60 cm, nierozgałęziona lub rozgałęziona tylko w nasadzie. Nasiona gładkie[5]. Dawniej jako chwast w uprawach lnu[4].
- Spergula arvensis subsp. maxima (Weihe) O. Schwarz - sporek polny olbrzymi. Łodyga wysokości 50–100 cm, masywniejsza niż u pozostałych podgatunków, słabo lub nierozgałęziona, zazwyczaj poza kwiatostanem naga. Nasiona długości 1,3–2,8 mm i szerokości 1–2,5 mm, prawie kuliste, nieznacznie oskrzydlone (do 0,2 mm szerokości), matowoczarne z wydłużonymi, czasem maczugowatymi brodawkami. Podgatunek ukształtowany na skutek presji selekcyjnej w uprawach lnu (archaeophyta anthropogena), gdzie dawniej dość pospolicie występował jako chwast. Dzis uważany jest za takson całkowicie wymarły[5].

Zdaniem niektórych autorów ostatni z wymienionych podgatunków powinien zostać wyłączony jako odrębny gatunek Spergula maxima Weihe z dwoma podgatunkami: S. m. subsp. maxima oraz S. m. subsp. linicola (Boreau) Dvorák.

## Biologia i ekologia
Roślina jednoroczna. Występuje obficie na glebach ubogich w wapń, piaszczystych tam gdzie roślinność otoczenia jest uboga i dostępne są niezarośnięte miejsca. Szczególnie obficie występuje na polach uprawnych (chwast) na których nie wykonano podorywki, zwłaszcza po roślinach zbożowych i strączkowych. W klasyfikacji zbiorowisk roślinnych gatunek charakterystyczny dla klasy (Cl.) Stellarietea mediae, oraz wyróżniający dla związków (All.): Aperion spicae-venti i Panico-Setarion. Sporek polny olbrzymi Spergula arvensis subsp. maxima stanowił natomiast takson diagnostyczny dla skupiającego zbiorowiska chwastów lnu związku Lolio-Linion. Kwitnie od czerwca do września. Liczba chromosomów 2n = 18, 36.

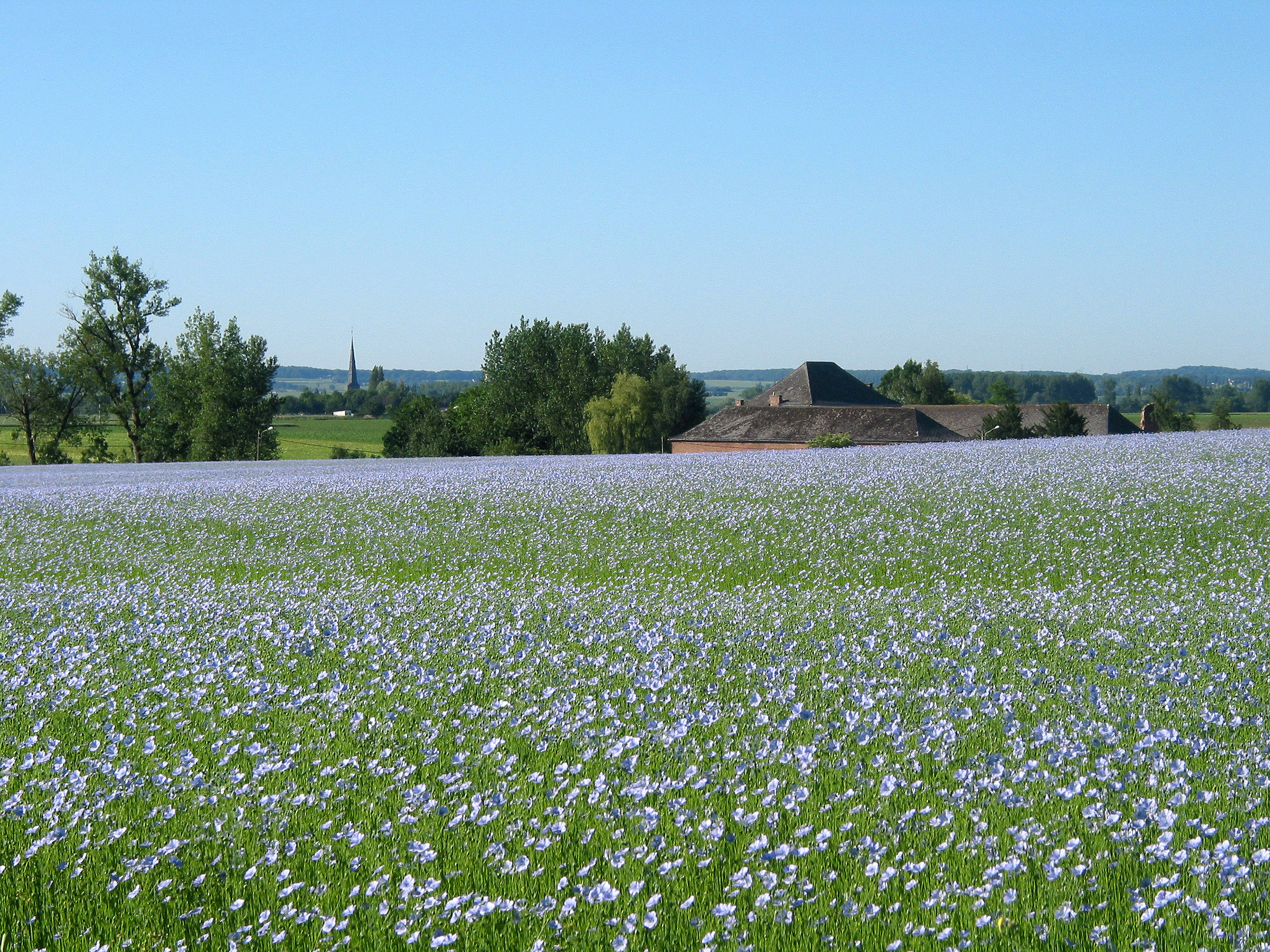
Sporek polny olbrzymi występował prawie wyłącznie w tradycyjnie pielęgnowanych uprawach lnu

## Zagrożenia i ochrona
Sporek polny olbrzymi Spergula arvensis subsp. maxima uważany jest obecnie za takson wymarły w Polsce oraz prawdopodobnie całkowicie wymarły w całym swoim zasięgu geograficznym (Syberia, wschodnia i centralna Europa). Przyczyną jego ustąpienia było ograniczenie areału upraw lnu oraz intensyfikacja zabiegów agrotechnicznych w zachowany uprawach, w tym stosowanie herbicydów oraz oczyszczonego ziarna siewnego (takson speirochoryczny). Został umieszczony na polskiej czerwonej liście w kategorii RE (wymarły na obszarze Polski).

## Zastosowanie
Niekiedy jest uprawiany jako roślina pastewna.